# Kristeligt-socialt Forbund
Kristeligt-socialt Forbund var en dansk forening grundlagt 17. februar 1913, der med udgangspunkt i det kristne begreb om næstekærlighed arbejdede for større social forståelse i samfundet ved oplysning og politisk lobbyisme.
Forbundet udsprang af Kristeligt Socialt Udvalg, der stiftedes i 1906 af socialt bevidste præster og kirkefolk for at bekæmpe den sociale nød i arbejderklassen. En del af medlemmerne var tilhængere af moralfilosoffen Severin Christensen og var aktive i dannelsen af partiet Retsforbundet i 1919. I 1948 blev forbundet nedlagt, da den igangværende udbygning af velfærdsstaten overflødiggjorde hovedparten af dets arbejde.

## Blad
Kristeligt-socialt Forbund udgav månedsbladet Maalet og Vejen, der bragte artikler og debatindlæg om sociale spørgsmål og gik ind i 1948.

## Inspiration
Forbundet var inspireret af den socialkristne bevægelse i Storbritannien, hvor kirkelige kredse havde dannet Christian Social Union, der arbejdede for afskaffelsen af den fri konkurrence og indførelse af organiseret samarbejde i stedet. Den danske bevægelse var dog mere politisk moderat og lagde vægt på ikke at knytte sig til bestemte politiske partier.